# Haus Berggarten

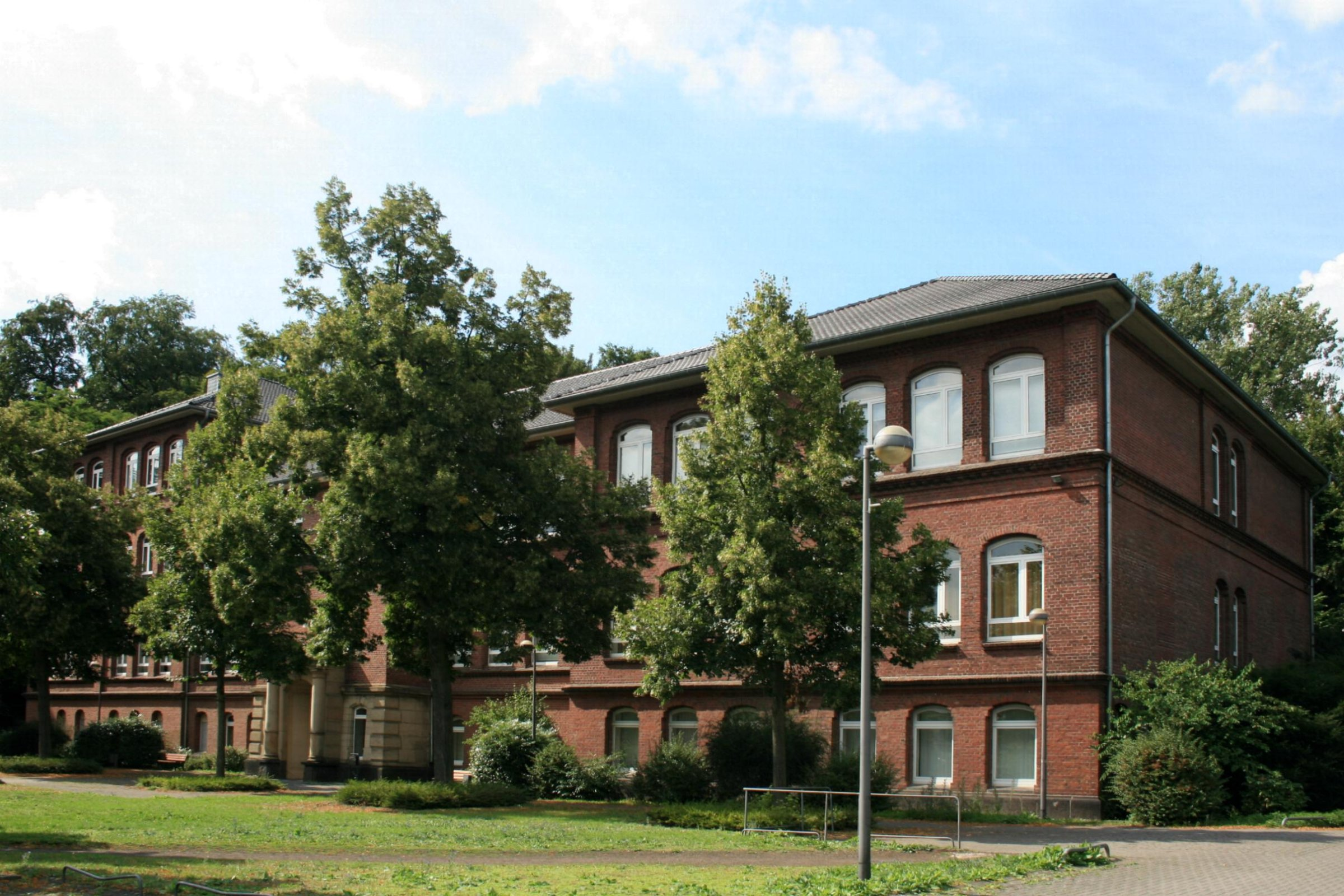
Haus Berggarten (ehemalige Schule), 2010

Das ehemalige Schulgebäude Haus Berggarten befindet sich in Mönchengladbach (Nordrhein-Westfalen) im Stadtteil Gladbach, Lüpertzender Straße 85.
Das Gebäude wurde 1891 erbaut. Es wurde unter Nr. L 012 am 24. September 1985 in die Denkmalliste der Stadt Mönchengladbach eingetragen.

## Architektur
Das Objekt ehemaliges mathematisch-naturwissenschaftliches Gymnasium Berggarten liegt am Südosthang des Abteiberges mit zur Lüpertzender Straße ausgerichteter Hauptfassade und beherbergt die Volkshochschule. Es handelt sich um ein ursprünglich durchgehend viergeschossiges Schulgebäude aus Backstein mit Basaltsockel in H-förmiger, annähernd symmetrischer Baukörpergruppierung, aber mit ungleich weit vortretenden Seitenflügel. Langgezogener Mitteltrakt von elf Fensterachsen mit dreiachsigem, stark vorspringendem Mittelrisalit, der das Hauptportal bzw. das Treppenhaus enthält.
Erhaltenswert als schulischer Nutzbau, der für die Entstehungszeit charakteristisch in zurückhaltend gegliederter Backsteinbauweise errichtet wurde.